# 孙瑜 (1957年)
孙瑜（1957年4月—），男，广西邕宁人，中华人民共和国政治人物。广西壮族自治区党委党校哲学专业毕业，华中师范大学行政管理专业在职研究生学历。

## 生平
1976年加入中国共产党。历任广西北流县塘岸镇党委书记、镇长；贵港市委副书记、副市长、代市长、市长、市委书记；百色地委委员、行署副专员、行署专员。1998年1月当选广西壮族自治区人民政府副主席。2007年11月因涉嫌职务犯罪被免职，2008年10月被正式双开并移交法办，2009年8月31日以贪污和受贿罪一审判处其有期徒刑18年。